# Command & Conquer (seria)
Command & Conquer (skrótowo C&C) – seria komputerowych strategicznych gier czasu rzeczywistego. Podzielona na trzy podserie: Tiberian, Red Alert oraz Generals. Pierwszą grę z serii zatytułowano Command & Conquer. Pierwotnym twórcą gier był Westwood Studios, współpracującym ściśle z brytyjskim wydawcą Virgin Interactive. W trakcie prac nad Command & Conquer: Red Alert 2 firma została wykupiona przez Electronic Arts. Po serii nieudanych projektów jak Emperor: Battle for Dune czy Earth & Beyond, Electronic Arts rozwiązał Westwood Studios, zwolnił część pracowników i nabył wszelkie prawa do serii Command & Conquer.
Do serii należy także gra FPP/TPP – Renegade (zaliczana do podserii Tiberian). Akcja gry rozgrywa się w czasach zbliżonych do Tiberian Dawn, a gracz kieruje jednostką znaną z gier strategicznych: Komandosem (Commando).

## Rozgrywka
W większości gier wchodzących w skład serii zadaniem gracza jest rozbudowa bazy, zbieranie surowców, wytrenowanie piechoty oraz budowa pojazdów, które utworzą armię zdolną pokonać wrogów. W każdej z gier występują co najmniej dwie strony konfliktu różniące się dostępnymi technologiami oraz jednostkami. W miarę postępów w grze gracz dostaje do dyspozycji coraz większą liczba budynków oraz może trenować i produkować lepsze jednostki. W niektórych misjach gracz pozbawiony jest możliwości budowy pojazdów i trenowania jednostek, i do wypełnienia zadania musi wystarczyć mu przydzielona na początku misji grupa żołnierzy (zazwyczaj nieliczna). Pewne zadania w misjach ograniczone są czasowo i niewykonanie zadania w określonym limicie czasowym zakończy misję niepowodzeniem.
Czasami gracz ma możliwość wyboru kolejnej misji. W pewnych sytuacjach jest to możliwość zrealizowania postawionych celów w inny sposób, natomiast w innych wykonanie jednej misji może pomóc graczowi w kolejnych (na przykład wykonanie dodatkowej misji pozwoli na odcięcie wrogowi możliwości wzywania posiłków).

## Podserie

### SeriaTiberian
Seria Tiberian ma miejsce w równoległym, alternatywnym świecie końca lat 90. XX wieku. We Włochy uderza meteoryt z zarodnikami nieznanej na Ziemi formy życia, co doprowadza do katastrofy ekologicznej. Nazwa nowej formy życia, Tyberium, nawiązuje do miejsca upadku meteorytu w okolicach rzeki Tyber. Wyniki badań nad Tyberium, prowadzonych przez dr. Ignatio Moebiusa, znajdują się w obszarze zainteresowań dwóch fikcyjnych frakcji: powołanej przez ONZ Global Defence Initiative oraz religijnej organizacji terrorystycznej, Bractwa Nod, dowodzonym przez charyzmatycznego Kane’a. Obie strony, kierowane sprzecznymi intencjami wobec wykorzystania Tyberium, doprowadzają do czterech wojen tyberiańskich.

#### Gry w serii
- Command & Conquer (1995)
  - Command & Conquer: The Covert Operations (1996, rozszerzenie)
- Command & Conquer Gold Edition (1997)
- Command & Conquer: Sole Survivor Online (1997)
- Command & Conquer: Tiberian Sun (1999)
  - Command & Conquer: Tiberian Sun – Firestorm (2000, rozszerzenie)
- Command & Conquer: Renegade (2002)
- Command & Conquer 3: Wojny o tyberium (2007)
  - Command & Conquer 3: Gniew Kane’a (2008, rozszerzenie)
- Command & Conquer 4: Tyberyjski zmierzch (2010)
- Command & Conquer: Tiberium Alliances (2012, gra przeglądarkowa)
- Command & Conquer: Rivals (2018)
- Command & Conquer: Remastered (2020)

### SeriaRed Alert
Seria Red Alert jest umiejscowiona w alternatywnej wersji historii. Fabuła Red Alert rozpoczyna się gdy Albert Einstein po II wojnie światowej tworzy wehikuł czasu, cofa się w czasie i usuwa Adolfa Hitlera z dziejów. Mimo tych działań, II wojna światowa i tak wybucha, tym razem wywołana w latach 50-tych przez Sowietów i ich przywódcę Józefa Stalina.
Po zakończeniu II wojny światowej i śmierci Stalina, III wojna światowa rozpoczyna się w Red Alert 2 wraz z deklaracją nowego premiera ZSRR Aleksandra Romanowa. Jurij, główny doradca Romanowa, potężny psychik i inspirator wojny z aliantami w trakcie konfliktu doprowadza do przewrotu i eliminuje Romanowa oraz generała Władimira. Starania Jurija do przejęcia władzy nad światem w Red Alert 2 – Yuri's Revenge z wykorzystaniem sił psychicznych zostają powstrzymane wspólnymi siłami aliantów i sowietów.
Zarzewiem kolejnej iteracji III wojny światowej w Red Alert 3 jest cofnięcie się w czasie przez Anatolija Cherdenko wraz z sowieckim fizykiem, dr Zelinskim, oraz Nikolajem Krukovem. Celem Cherdenko jest eliminacja Alberta Einsteina i jego badań nad chronosferą aby zapobiec dominacji aliantów. Brak wynalazcy alianckiej superbroni odbija się także na przebiegu II wojny światowej, tym razem takiej samej jak w rzeczywistości z wyjątkiem braku kapitulacji Japonii, skutkując powstaniem kolejnego mocarstwa, Imperium Wschodzącego Słońca.

#### Gry w serii
- Command & Conquer: Red Alert (1996)
  - Command & Conquer: Red Alert – Counterstrike (1997, rozszerzenie)
  - Command & Conquer: Red Alert – The Aftermath (1997, rozszerzenie)
- Command & Conquer: Red Alert – Retaliation (samodzielna gra łącząca Red Alert oraz Counterstrike i Aftermath, Retaliation dostępny tylko na Sony PlayStation) (1998)
- Command & Conquer: Red Alert 2 (2000)
  - Command & Conquer: Red Alert 2 – Yuri’s Revenge (2001, rozszerzenie)
- Command & Conquer: Red Alert 3 (2008)
  - Command & Conquer: Red Alert 3 – Powstanie (2009, rozszerzenie)
  - Command & Conquer: Red Alert 3 – Commander’s Challenge (2009, rozszerzenie)
- Command & Conquer: Red Alert Remastered (2020)

### SeriaGenerals
Seria Generals jest pozbawiona związku fabularnego z innymi grami z serii Command & Conquer. Występują trzy strony: USA, Chińska Republika Ludowa oraz organizacja terrorystyczna Global Liberation Army (GLA). W wyniku terrorystycznego ataku jądrowego w Pekinie, ChRL podjęło się zadania likwidacji GLA. Starania te okazały się bezowocne, ponieważ w wyniku działań pozostałych komórek GLA do wojny z terroryzmem włączyły się Stany Zjednoczone Ameryki, naruszając strefę wpływów ChRL.

#### Gry w serii
- Command & Conquer: Generals (2003)
  - Command & Conquer: Generals – Zero Hour (2003, rozszerzenie)

## Projekty anulowane
- Command & Conquer: Continuum
- Command & Conquer: Renegade 2
- Command & Conquer 3: Tiberian Incursion
- Command & Conquer: Tiberium
- Command & Conquer: Arena
- Command & Conquer: Future Wars
- Project Camacho
- Command & Conquer[6][7] (wcześniej jako Command & Conquer: Generals 2[2][8])

## The First Decade
W 2006 roku ukazało się zbiorcze wydanie wszystkich gier należących do serii (poza Sole Survivor Online) od 1997 roku. Reedycje gier wchodzących w skład The First Decade zostały przystosowane do pracy z nowymi komputerami PC.

## Odbiór serii
| Gra                                                    | Game Rankings                                            | Metacritic               |
| ------------------------------------------------------ | -------------------------------------------------------- | ------------------------ |
| Command & Conquer                                      | 84.33% 86.67% (PS) 79.53% (N64) 89.90% (SS) 80.00% (Mac) | 94%                      |
| Command & Conquer: The Covert Operations               | 71.50%                                                   | –                        |
| Command & Conquer: Sole Survivor                       | 61.50%                                                   | –                        |
| Command & Conquer: Tiberian Sun                        | 79.68%                                                   | –                        |
| Command & Conquer: Tiberian Sun – Firestorm            | 72.89%                                                   | –                        |
| Command & Conquer: Renegade                            | 75.19%                                                   | 72%                      |
| Command & Conquer 3: Wojny o Tyberium                  | 85.45% 81.43% (X360)                                     | 85% 82% (X360)           |
| Command & Conquer 3: Gniew Kane’a                      | 77.18% 75.44% (X360)                                     | 77% 75% (X360)           |
| Command & Conquer 4: Tyberyjski zmierzch               | 63.97%                                                   | 64%                      |
| Command & Conquer: Tiberium Alliances                  | –                                                        | –                        |
| Command & Conquer: Red Alert                           | 90.91% 81.40% (PS)                                       | 90%                      |
| Command & Conquer: Red Alert – Counterstrike           | 63.33%                                                   | –                        |
| Command & Conquer: Red Alert – The Aftermath           | 69.67%                                                   | –                        |
| Command & Conquer: Red Alert – Retaliation             | 75.43% (PS)                                              | –                        |
| Command & Conquer: Red Alert 2                         | 86.44%                                                   | 84%                      |
| Command & Conquer: Red Alert 2 – Yuri’s Revenge        | 85.26%                                                   | 86%                      |
| Command & Conquer: Red Alert 3                         | 81.42% 76.89% (PS3) 77.94% (X360)                        | 82% 75% (PS3) 77% (X360) |
| Command & Conquer: Red Alert 3 – Powstanie             | 63.50%                                                   | 64%                      |
| Command & Conquer: Red Alert 3 – Commander’s Challenge | 68.75% (PS3) 73.09%% (X360)                              | 70% (PS3) 72% (X360)     |
| Command & Conquer: Red Alert (iOS)                     | 80.00% (iPhone)                                          | 72% (iPhone) 64% (iPad)  |
| Command & Conquer: Generals                            | 84.86%                                                   | 84%                      |
| Command & Conquer: Generals – Zero Hour                | 84.26%                                                   | 83%                      |
| Command & Conquer Remastered Collection                |                                                          | 82%                      |

W 2009 roku seria Command & Conquer odniosła sukces komercyjny poprzez sprzedanie ponad 30 milionów kopii gier z całej serii.
Gry z serii prawie zawsze uzyskują wysokie oceny na internetowych stronach agregujących, Game Rankings i Metacritic, które podsumowują oceny z recenzji gier wideo. Jak pokazuje tabela po prawej, najwyżej oceniana jest pierwsza gra z serii – Command & Conquer (Tiberian Dawn), która osiągnęła wynik 94% na Metacritic. Kolejną najlepiej ocenianą grą jest Command & Conquer: Red Alert, która osiągnęła pułap ponad 90% na Game Rankings. Natomiast inne gry z serii Command & Conquer uzyskują wyniki średnio około 80%, w tym również dodatki i rozszerzenia.
Długa historia Command & Conquer spowodowała przyznanie serii kilku rekordów Guinnessa. Aktualnie posiada ich 6, gdzie większość z nich została uwzględniona w Guinness World Records: Gamer Edition 2008. Są to między innymi rekordy za „najlepiej sprzedającą się serię RTS”, „największą liczbę platform dla RTS” oraz „najdłuższe odgrywanie roli w grze wideo”, które zostało przyznane Josephowi Kucanowi za 15 lat wcielania się w rolę Kane’a, nikczemnego przywódcy Bractwa Nod.